# Meryem Özkanat
Meryem Özkanat, född 8 november 1965 i Kulu, Turkiet, död 29 december 1997 i Stockholm, Sverige, var en svensk barnskådespelare.

## Filmografi i urval
- 1979 – Katitzi